# Nolita
Nolita, nume care vine de la „NOrth of Little ITAly” este un cartier din Manhattan, New York City.